# Pałac w Wojcieszowie Górnym
Pałac Bergmanna w Wojcieszowie Górnym – zabytkowy pałac w Wojcieszowie, w województwie dolnośląskim, w powiecie złotoryjskim, położony nad rzeką Kaczawą, w Górach Kaczawskich w Sudetach Zachodnich.
Renesansowy obiekt jest częścią zespołu pałacowego, w skład którego wchodzi jeszcze park. Obecnie zniszczony na początku XXI w. i niezabezpieczony pałac popada w ruinę (jego były właściciel usunął dach, tynki i sztukaterie, zniknęła także cenna balustrada).

## Historia
Wybudowany w 1596 r. Od XVI do drugiej połowy XVIII w. znajdował się tu dwór. Jego właścicielami byli m.in. członkowie rodzin von Redern i von Zedlitz. W 1777 r. dobra przejęła Henrietta Sophia baronowa von Bothmer, a trzy lata później jej mąż Johann Georg August baron von Bothmer.
Kolejnymi właścicielami byli m.in. baronowie von Troschke. W 1858 r. folwark z pałacem kupił Nicolaus Peter wielki książę von Oldenburg.
W 1882 właścicielem jest Heinrich Augustb von Korn (1829-1907) 4 lipca 1891 r. majątek otrzymał jako wiano Richard Friedrich Wilhelm Ludwig von Bergmann, zaślubiając córkę Heinricha, właściciela tych terenów, Luise von Korn. Wtedy to przebudowano i rozbudowano dwór według projektu Wilelma Rheniusa. Zachowano m.in. renesansowy portal z kartuszami herbowymi rodzin: von Korn (po lewej) i von Eichborn (po prawej).
Po śmierci Richarda Friedricha w 1906 r., panią na dobrach została wdowa Luisa. Pałac został strawiony przez pożar 2 lipca 1930 r. Jeszcze tego samego roku został odbudowany, chociaż w uproszczonej formie. W wyniku pospiesznej odbudowy stracił m.in. strzelistą wieżę.
Pałac ocalał w czasie II wojny światowej. Później należał do Uniwersytetu Łódzkiego i tamtejszego oddziału Polskiej Akademii Nauk. W latach 70. XX w. przejęło go PGR Ptaszkowa, następnie szereg instytucji związanych z hodowlą zarodową. W latach 70. i 80. budynek był remontowany. Po 1989 roku, w następstwie długów zaciągniętych przez prywatnego właściciela, rezydencja została przejęta przez komornika.
W 2012 roku kolejny nabywca w porozumieniu z konserwatorem zabytków przystąpił do renowacji, lecz prac zaniechano. Następnie pałac wystawiono na sprzedaż. Wobec braku reakcji na zalecenia konserwator zabytków zawiadomił prokuraturę. W marcu 2016 roku właścicielowi przedstawiono zarzuty uszkodzenia zabytku.

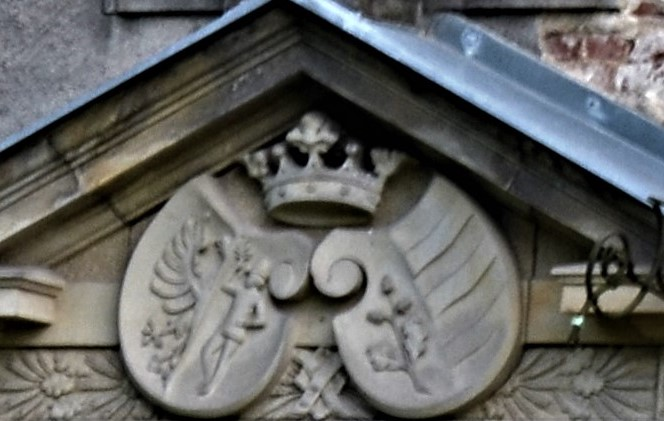
Herby von Korn (L), Eichborn (P)
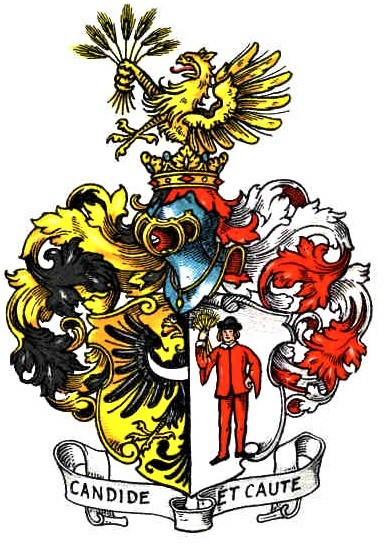
Herb von Korn (L)
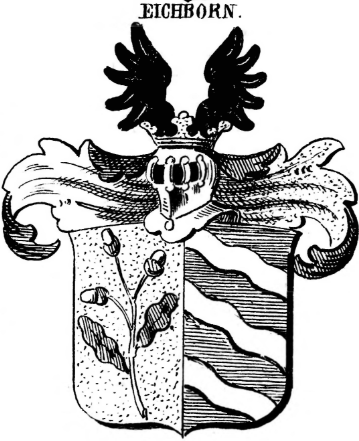
Herb v. Eichborn (P)
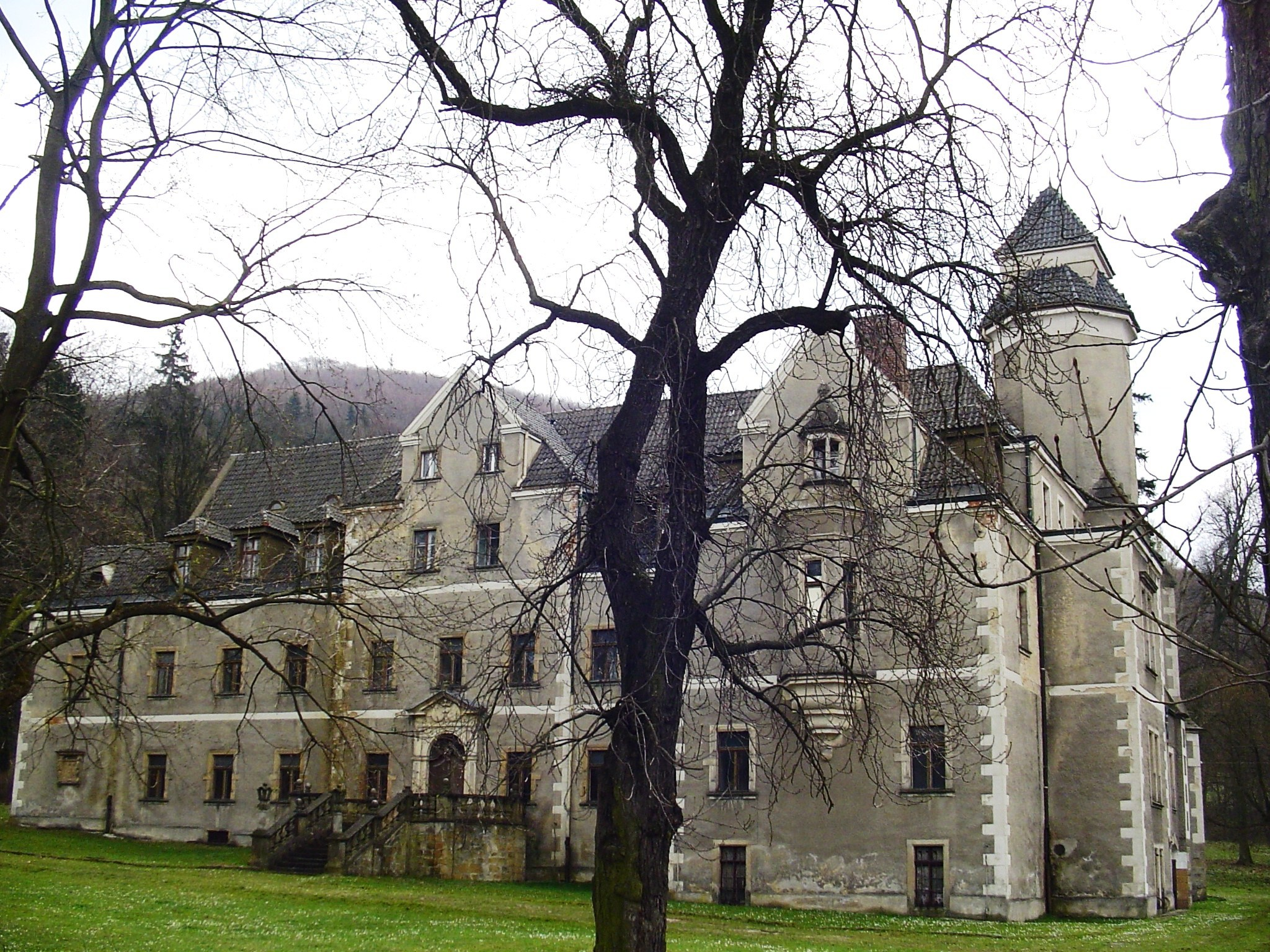
Przed zniszczeniem elewacji, 2007

## Architektura
Pałac murowany z kamienia i cegły, otynkowany, wzniesiony na planie nieregularnego czworoboku, częściowo dwu- częściowo trzykondygnacyjny, nakryty dachem dwuspadowym z facjatami. Fasada (elewacja północna) jedenastoosiowa, z trzyosiowym ryzalitem mieszczącym główne wejście, poprzedzonym tarasem ze schodami. Główne wejście między pilastrami w ozdobnym portalu zwieńczonym trójkątnym frontonem zawierającym  kartusz herbowy rodzin von Korn (po lewej) i von Eichborn (po prawej). W narożniku południowo-zachodnim zbudowano wysoką wieżę, prawdziwą dominantę pałacu. Elewacje rezydencji zachowały część detali architektonicznych: wydatne gzymsy przepaskowe między kondygnacjami, boniowanie naroży budynku, prostokątne obramowania otworów okiennych.

W elewacji południowej oknami werandy znajduje się herb von Bergamnn. W pobliżu park o pow. 3,38 ha.

## Inne
- Pałac Niemitz w Wojcieszowie
- Pałac w Wojcieszowie Dolnym
- Pałac w Wojcieszowie Górnym z 1870 r.
- Pałac w Wojcieszowie Górnym z XVIII w.